# 上酔尾巳唯
上酔尾巳唯（かみえのお みゆい、1993年12月5日）は愛知県出身のバスケットボール選手である。ポジションはガード。ニックネームは「ミユ」。

## 人物
バスケットボール好きな父親の影響で小学校からバスケを始め、豊橋シーガルズに入団。愛知県東三河の桜丘高校に進学した。
卒業後、新潟アルビレックスBBラビッツに加入。
2016年、羽田ヴィッキーズに移籍

## 経歴
- 豊橋市立飯村小学校 - 豊橋市立東部中学校 - 桜丘高校 - 新潟アルビレックスBBラビッツ（2012～2015） - （東京）羽田ヴィッキーズ（2016～）